# Texas Killing Fields
Texas Killing Fields is een Amerikaanse misdaadfilm uit 2011, geregisseerd door Ami canaan Mann. De film is gebaseerd op een waargebeurd verhaal en ging in première op het 68e Filmfestival van Venetië.

## Verhaal
Bij de olieraffinaderijen in Texas zijn de rechercheurs Mike Souder en Brian Heigh bezig met een reeks onopgeloste moorden. Als een meisje wordt vermoord komen er nieuwe aanwijzingen die leiden naar de crimineel Rule. 

## Rolverdeling
- Sam Worthington als Mike Souder
- Jeffrey Dean Morgan als Brian Heigh
- Jessica Chastain als Pam Stall
- Chloë Grace Moretz als Little Ann Sliger
- Jason Clarke als Rule
- Annabeth Gish als Gwen Heigh
- Sheryl Lee als Lucie Sliger
- Stephen Graham als Rhino
- James Landry Hébert als Eugene